# اسپاتیفای کودکان
اسپاتیفای کودکان برنامه ای مخصوص تلفن های همراه می باشد که به کودکان این امکان را می دهد که همزمان تحت کنترل والدین، در اسپاتیفای جستجو کنند. این برنامه همینطور شامل محتوایی استثنائی برای کودکان مانند کتاب های صوتی ، لالایی ها و داستان های قبل از خواب است. فقط کسانی که اشتراک اسپاتیفای خانواده را خریده اند به این برنامه دسترسی دارند.

## تابع
Kids یک برنامه تلفن همراه است که به کودکان امکان می دهد Spotify را با کنترل والدین مرور کنند. با استفاده از این برنامه، والدین می‌توانند سابقه گوش دادن فرزندان خود را مشاهده کنند، آهنگ‌های خاص را مسدود کنند و لیست‌های پخش را با فرزندان خود به اشتراک بگذارند.  این برنامه همچنین شامل آهنگ‌های همخوان ، فهرست‌های پخش طراحی‌شده برای کودکان خردسال،  و کتاب‌های صوتی ، لالایی‌ها ، و داستان‌های قبل از خواب است.  دسترسی در طرح اشتراک خانواده Premium Spotify گنجانده شده است،  و منحصر به مشترکین این طرح است.  کاربران می توانند در اولین راه اندازی برنامه را برای یک گروه سنی خاص پیکربندی کنند. 
پلی لیست های اسپاتیفای کودکان توسط گروه‌ هایی مانند Discovery Kids ، Nickelodeon ، Universal Pictures، کمپانی والت دیزنی و غیره مدیریت می‌شوند.  تمام محتوای برنامه Spotify Kids توسط ویراستاران تنظیم می شود.  تا تاریخ مارس ۲۰۲۱  ، تقریباً 8000 آهنگ در این پلتفرم موجود بود. 
طراحی برنامه Spotify Kids رنگارنگ می باشد و رابط کاربری بسته به گروه سنی که برنامه برای آن پیکربندی شده است متفاوت است. 

## هدف
Spotify Kids برای پیروی از مقررات مربوط به رضایت و جمع آوری داده ها برای برنامه های کاربردی مورد استفاده توسط کودکان طراحی شده است. TechCrunch آن را به‌عنوان «عمدتاً برای تقویت ثبت‌نام برای اشتراک سطح بالای Spotify، طرح خانواده 14.99دلار (دلار آمریکا) در ماه طراحی شده است.» 

## عرضه
اسپاتیفای کودکان در حال حاضر فقط برای سیستم های آی او اس و اندروید در دسترس می باشد.  پس از آزمایش بتا در ایرلند در اکتبر 2019، در 11 فوریه 2020 به عنوان نسخه بتا در سراسر بریتانیا منتشر شد.  بعدها در سوئد, دانمارک, استرالیا, نیوزلند, مکزیک, آرژانتین و برزیل منتشر شد . در 31 مارس 2021، در فرانسه، کانادا و ایالات متحده در دسترس قرار گرفت. 

## لینک های خارجی
- وبگاه رسمی

الگو:Spotify